# Cnissostages
Cnissostages là một chi bướm đêm thuộc họ Arrhenophanidae.

## Các loài
- Cnissostages oleagina Zeller, 1863
- Cnissostages mastictor Bradley, 1951
- Cnissostages osae Davis, 2003